# Менна из Саннио
Менна (умер 3 ноября 583 года)— святой отшельник из Самнии. День памяти — 11 ноября.
Как сообщает Римский мартиролог: в Молизе почитают святого Менну, добродетели которого известны от папы Григория Великого. Более поздние сведения связывают с именем Льва Марсиканина.
По преданию, св. Менна родился в благородной семье из Витулано (Vitulano), что в краях Беневентанских. Он был отшельником в горах Самнийских и вёл одинокую бедную жизнь, полную сурового покаяния и молитв, оставаясь в пещере. 
Святой Менна умер 3 ноября 583 года. Его тело было доставлено в город Сант-Агата-деи-Готи, где вохникло почитание святого. Согласно Житию, составленному Львом Масиканином, в 1094 году тело святого было перенесено в город Каяццо. На холмах Витуланских на месте кончины святого существует также древняя часовня находится, являющаяся местом паломничества.
В Сант-Агата-деи-Готи существовала древняя церковь названа в честь святого и, когда в 1114 году попечением Роберта Норманского её строительство было завершено, то папа Римский Пасхалий II освятил её не только в честь Спасителя, Пресвятой Богородицы и свв. апостолов Петра и Павла, но и в честь св. Менны.
В 1705 году епископ Сант-Агата-деи-Готи Филиппо Альбини (Filippo Albini), благородный любитель искусства, укрепил в епархии почитание св. Менны.
Св. Менна почитается покровителем города Витулано. Его почитание сначала приходилось на 10 ноября, так как было записано в древних кодексах.  Затем оно было перенесено на 11 ноября, может быть потому, что на тот же день приходится память великого святого Менны, мученика в Египте.